# Carrer de Sant Francesc
El carrer de Sant Francesc és un carrer de vianants del centre d'Alacant (País Valencià) que uneix el Portal d'Elx amb la plaça de Calvo Sotelo.
Durant els últims anys del segle xx, el carrer presentava un aspecte lúgubre, amb un pèssim estat de conservació, i sofria un alt nivell d'inseguretat ciutadana: eren comuns la prostitució de carrer i els negocis il·legals regentats per immigrants magrebins. No va ser fins a la primera dècada del segle xxi quan l'ajuntament va començar a plantejar solucions per resoldre el problema, com el tancament d'alguns negocis, l'eliminació de la zona de vianants del carrer o la dotació d'instal·lacions culturals. A la fi de 2013, l'aleshores alcaldessa d'Alacant, Sonia Castedo, va decidir tematitzar el carrer amb figures de bolets de grans dimensions. El terra es va pintar de verd i groc i es van dibuixar samboris. Malgrat la polèmica inicial (el cost de la inversió va ser d'uns 60.000 euros), el carrer va atraure l'atenció dels turistes i va incrementar l'obertura de nous negocis. Des d'aleshores, el carrer es coneix popularment com a carrer dels Bolets.